# Marwitzia centiguttalis
Marwitzia centiguttalis är en fjärilsart som beskrevs av M.Gaede 1917. Marwitzia centiguttalis ingår i släktet Marwitzia och familjen Crambidae. Inga underarter finns listade i Catalogue of Life.